# شهرستان دلگان
شهرستان دَلگان یکی از شهرستان‌های استان سیستان و بلوچستان ایران است. مرکز این شهرستان، شهر گلمورتی است.
این شهرستان در تاریخ ۲۹ مهر ۱۳۸۶ از شهرستان ایرانشهر جدا شد و مستقل گردید.

## موقعیت جغرافیایی
شهرستان دلگان از شمال غربی با شهرستان ریگان استان کرمان، از شمال شرقی تا شرق با شهرستان ایرانشهر، از شرق با شهرستان بمپور، از غرب با شهرستان جازموریان و از جنوب غربی با شهرستان قلعه‌گنج استان کرمان، و از جنوب با شهرستان فنوج همسایه است.

## تقسیمات کشوری
شهرستان دلگان دارای ۲ بخش، ۶ دهستان و ۲ شهر به شرح زیر است:

### شهرستان دلگان
| بخش           | مرکز بخش | جمعیت بخش ۱۳۹۵ | نام دهستان    | مرکز دهستان | جمعیت دهستان ۱۳۹۵ | شهر     | جمعیت شهر ۱۳۹۵ |
| ------------- | -------- | -------------- | ------------- | ----------- | ----------------- | ------- | -------------- |
| مرکزی         | گلمورتی  | ۴۲٬۳۶۲ نفر     | دلگان         | گلمورتی     | ۲۰٬۹۹۱ نفر        | گلمورتی | ۱۰٬۲۹۲ نفر     |
| مرکزی         | گلمورتی  | ۴۲٬۳۶۲ نفر     | گنبد علوی     | گنبد علوی   | ۷٬۸۷۳ نفر         | گلمورتی | ۱۰٬۲۹۲ نفر     |
| مرکزی         | گلمورتی  | ۴۲٬۳۶۲ نفر     | هودیان        | هودیان      | ۳٬۲۰۶ نفر         | گلمورتی | ۱۰٬۲۹۲ نفر     |
| جلگه چاه هاشم | چگردک    | ۲۵٬۴۹۵ نفر     | جلگه چاه هاشم | چگردک       | ۱۲٬۳۵۱ نفر        | چگردک   | ۲٬۷۴۲ نفر      |
| جلگه چاه هاشم | چگردک    | ۲۵٬۴۹۵ نفر     | آذرآباد       | آذرآباد     | ۵٬۶۵۴ نفر         | چگردک   | ۲٬۷۴۲ نفر      |
| جلگه چاه هاشم | چگردک    | ۲۵٬۴۹۵ نفر     | چاه علی       | چاه علی     | ۴٬۷۴۸ نفر         | چگردک   | ۲٬۷۴۲ نفر      |

## جمعیت
بر پایه سرشماری عمومی نفوس و مسکن در سال ۱۳۹۵، جمعیت شهرستان دلگان برابر با ۶۷٬۸۵۷ نفر بوده است.